# Mycomya cingulata
Mycomya cingulata är en tvåvingeart som först beskrevs av Johann Wilhelm Meigen 1804.  Mycomya cingulata ingår i släktet Mycomya och familjen svampmyggor. Inga underarter finns listade i Catalogue of Life.